# 万俊人
万俊人（1958年7月1日—），湖南岳阳人，清华大学教授，研究领域为伦理学和政治哲学，著有《萨特伦理思想研究》、《现代西方伦理学史》等书，中华人民共和国教育部2007年度“长江学者”特聘教授。

## 生平
曾就读于中山大学、北京大学，后在清华大学任教。